# Маков, Лев Саввич
Лев Са́ввич Ма́ков (1830—1883) — русский государственный деятель, статс-секретарь (1878), министр внутренних дел Российской империи в 1878—1880 годах, действительный тайный советник (1880), владелец имения Марьина Горка.
В 1878 году назначен товарищем министра внутренних дел, затем управляющим министерством, а в 1879—1880 годах был министром, учредил институт урядников, с 1880 года — главноуправляющий иностранных исповеданий, возобновил сношения с римской курией, в 1881 году — член Государственного совета. Покончил жизнь самоубийством из-за подозрений в коррупции.

## Карьера
Маков окончил курс в Пажеском корпусе, несколько времени служил в уланах, позже работал по крестьянскому делу в Западном крае при Назимове и Муравьеве, был правителем канцелярии при министре внутренних дел Александре Тимашеве, принимал непосредственное участие в деле воссоединения грекокатоликов в Царстве Польском (1875).

## Во главе МВД
Товарищ министра с 1876 года, Л. С. Маков в 1878 году был назначен управляющим министерством, а в феврале 1879 года утверждён министром внутренних дел.
Управление Маковым министерством внутренних дел в области крестьянского вопроса ознаменовалось учреждением института урядников и циркуляром, которым разъяснялось крестьянам, что никакие новые земельные наделы немыслимы. При Л. С. Макове произошла крупная эпидемия чумы — ветлянская чума (первая вспышка в Ветлянке Астраханской губернии 28 сентября 1878 г.).
Осенью 1878 года, вскоре после убийства генерала Н. В. Мезенцова, Маков напечатал в «Правительственном вестнике» воззвание к обществу о содействии правительству в его борьбе с разрушительными и террористическими учениями, но цель этого воззвания была до такой степени неясна, что когда харьковские и черниговские земские собрания пожелали отозваться на призыв правительства, то постановления их были кассированы, а инициаторы этого дела — даже заподозрены в политической неблагонадёжности.

## Министерские должности после 1880 года
После покушения на Александра II (взрыв в Зимнем дворце) в феврале 1880 года была учреждена Верховная распорядительная комиссия, после роспуска которой главный начальник комиссии, граф Лорис-Меликов, сам занял в августе 1880 года пост министра внутренних дел. Для «переназначения» Макова при этом было специально образовано министерство почт и телеграфов; ему же поручено было заведование департаментом духовных дел иностранных исповеданий.
Деятельность Макова в качестве главноначальствующего департаментом иностранных исповеданий ознаменовалась восстановлением прямых сношений с римской курией, прерванных в 1866 году.
В 1881 году оба ведомства вновь были присоединены к министерству внутренних дел, а Маков назначен членом Государственного совета. В начале февраля 1883 года Л. С. Маков был призван к председательству в особой высшей комиссии для пересмотра законоположений о евреях, но не успел занять этого поста.

## Самоубийство
В том же месяце выяснилась крупная растрата денежных средств чиновником С. С. Перфильевым, директором почтового департамента, в тот период, когда Маков возглавлял МВД. Возникшие подозрения в коррупции против самого Макова привели его к самоубийству: 27 февраля 1883 года бывший министр застрелился в собственной квартире. По распоряжению К. П. Победоносцева, поддержанному Александром III, при погребении его телу не воздавалось никаких почестей из соображений «достоинства государства и Государственного совета».

## Награды
- Орден Святого Станислава 2-й степени (23.04.1861)
- Орден Святой Анны 2-й степени (30.08.1863)
- Орден Святого Станислава 1-й степени (30.08.1866)
- Орден Святой Анны 1-й степени (31.03.1868)
- Орден Святого Владимира 2-й степени (17.04.1870)
- Орден Белого орла (30.08.1873)
- Орден Святого Александра Невского (19.02.1880)

Иностранные:
- Прусский орден Короны 1-й степени (1873),
- Австрийский орден Железной короны, большой крест (1874).

## Публикации
Выдержки из писем Макова, весьма показательные и любопытные для характеристики его религиозного настроения и политических воззрений, помещены в книге «Наши государственные и общественные деятели» (второе издание, СПб., 1891).
Об отношении Макова к печати ср. общественную хронику «Вестника Европы», 1883 г., № 4.